# Kína az 1980. évi téli olimpiai játékokon
Kína az egyesült államokbeli Lake Placidben megrendezett 1980. évi téli olimpiai játékok egyik részt vevő nemzete volt. Az országot az olimpián 5 sportágban 24 sportoló képviselte, akik érmet nem szereztek. A Kínai Népköztársaság először vett részt a téli olimpiai játékokon.

## Alpesisí
Férfi
| Versenyző   | Versenyszám      | 1. futam | 1. futam | 2. futam | 2. futam | Összesítés | Összesítés |
| Versenyző   | Versenyszám      | Idő      | Hely.    | Idő      | Hely.    | Idő        | Helyezés   |
| ----------- | ---------------- | -------- | -------- | -------- | -------- | ---------- | ---------- |
| Piao Dongyi | Műlesiklás       | 1:10,89  | 40.      | 1:10,71  | 34.      | 2:21,60    | 34.        |
| Piao Dongyi | Óriás-műlesiklás | 1:38,38  | 58.      | 1:44,62  | 52.      | 3:23,00    | 50.        |

Női
| Versenyző    | Versenyszám      | 1. futam | 1. futam | 2. futam | 2. futam | Összesítés | Összesítés |
| Versenyző    | Versenyszám      | Idő      | Hely.    | Idő      | Hely.    | Idő        | Helyezés   |
| ------------ | ---------------- | -------- | -------- | -------- | -------- | ---------- | ---------- |
| Wang Guizhen | Műlesiklás       | 59,26    | 24.      | 59,75    | 18.      | 1:59,01    | 18.        |
| Wang Guizhen | Óriás-műlesiklás | 1:32,41  | 39.      | 2:12,18  | 35.      | 3:44,59    | 35.        |

## Biatlon
| Versenyző                                          | Versenyszám      | Lövőhiba | Időeredmény | Helyezés |
| -------------------------------------------------- | ---------------- | -------- | ----------- | -------- |
| Han Jinsuo                                         | 10 km sprint     | 6        | 44:06,85    | 46.      |
| Li Xiaoming                                        | 10 km sprint     | kizárták | kizárták    | kizárták |
| Song Yongjun                                       | 10 km sprint     | 3        | 38:37,19    | 41.      |
| Wang Yumjie                                        | 20 km egyéni     | 16       | 1:33:49,77  | 46.      |
| Ying Zhenshan                                      | 20 km egyéni     | 13       | 1:28:47,00  | 44.      |
| Song Yongjun Ying Zhenshan Li Xiaoming Wang Yumjie | 4 × 7,5 km váltó | 18       | 2:01:33,36  | 14.      |

## Gyorskorcsolya
Férfi
| Versenyző      | Versenyszám | Eredmény | Helyezés |
| -------------- | ----------- | -------- | -------- |
| Guo Chengjiang | 1500 m      | 2:08,33  | 29.      |
| Su He          | 500 m       | 41,26    | 33.      |
| Li Huchun      | 1000 m      | 1:22,10  | 32.      |
| Li Huchun      | 1500 m      | 2:10,00  | 30.      |
| Wang Nianchun  | 500 m       | 39,73    | 23.      |
| Wang Nianchun  | 1000 m      | 1:24,20  | 36.      |
| Zhao Weichang  | 500 m       | 41,18    | 31.      |
| Zhao Weichang  | 1000 m      | 1:20,97  | 24.      |
| Zhao Weichang  | 1500 m      | 2:05,48  | 25.      |

Női
| Versenyző    | Versenyszám | Eredmény | Helyezés |
| ------------ | ----------- | -------- | -------- |
| Cao Guifeng  | 500 m       | 44,43    | 21.      |
| Cao Guifeng  | 1000 m      | 1:31,74  | 27.      |
| Shen Guoqin  | 500 m       | 45,03    | 27.      |
| Shen Guoqin  | 1500 m      | 2:41,99~ | 30.      |
| Zhang Li     | 1000 m      | 1:32,20  | 31.      |
| Wang Limei   | 500 m       | 45,57    | 29.      |
| Piao Meiji   | 3000 m      | 5:19,07  | 28.      |
| Kong Meiyu   | 1500 m      | 2:22,48  | 27.      |
| Kong Meiyu   | 3000 m      | 5:08,90  | 27.      |
| Chen Shuhua  | 1500 m      | 2:29,48  | 29.      |
| Shen Zhenshu | 1000 m      | 1:32,49  | 32.      |

~ - a futam során elesett

## Műkorcsolya
| Versenyző    | Versenyszám  | Kötelező elemek   | Kötelező elemek | Rövid program     | Rövid program | Kűr               | Kűr   | Összesítés                     | Összesítés                     | Összesítés                     | Összesítés                     | Összesítés                     | Összesítés                     | Összesítés                     | Összesítés                     | Összesítés                     | Összesítés        | Összesítés        | Összesítés  | Összesítés | Összesítés |
| Versenyző    | Versenyszám  | Kötelező elemek   | Kötelező elemek | Rövid program     | Rövid program | Kűr               | Kűr   | Helyezési pontszámok bírónként | Helyezési pontszámok bírónként | Helyezési pontszámok bírónként | Helyezési pontszámok bírónként | Helyezési pontszámok bírónként | Helyezési pontszámok bírónként | Helyezési pontszámok bírónként | Helyezési pontszámok bírónként | Helyezési pontszámok bírónként | Több. hely. száma | Több. hely. össz. | Hely. össz. | Pont       | Helyezés   |
| Versenyző    | Versenyszám  | Több. hely. száma | Hely.           | Több. hely. száma | Hely.         | Több. hely. száma | Hely. | 1                              | 2                              | 3                              | 4                              | 5                              | 6                              | 7                              | 8                              | 9                              | Több. hely. száma | Több. hely. össz. | Hely. össz. | Pont       | Helyezés   |
| ------------ | ------------ | ----------------- | --------------- | ----------------- | ------------- | ----------------- | ----- | ------------------------------ | ------------------------------ | ------------------------------ | ------------------------------ | ------------------------------ | ------------------------------ | ------------------------------ | ------------------------------ | ------------------------------ | ----------------- | ----------------- | ----------- | ---------- | ---------- |
| Xu Zhaoxiao  | Férfi egyéni | 9×17+             | 17.             | 9×16+             | 16.           | 9×16+             | 16.   | 16,0                           | 16,0                           | 16,0                           | 16,0                           | 16,0                           | 16,0                           | 16,0                           | 16,0                           | 16,0                           | 9×16+             | 144,0             | 144,0       | 117,16     | 16.        |
| Bao Zhenghua | Női egyéni   | 9×22+             | 22.             | 5×21+             | 21.           | 6×20+             | 20.   | 20,0                           | 21,0                           | 22,0                           | 21,0                           | 21,0                           | 22,0                           | 22,0                           | 22,0                           | 20,0                           | 5×21+             | 103,0             | 191,0       | 126,96     | 22.        |

## Sífutás
Férfi
| Versenyző    | Versenyszám | Eredmény | Helyezés |
| ------------ | ----------- | -------- | -------- |
| Lin Guanghao | 15 km       | 48:38,36 | 50.      |

Női
| Versenyző   | Versenyszám | Eredmény | Helyezés |
| ----------- | ----------- | -------- | -------- |
| Ren Guiping | 5 km        | 19:01,74 | 38.      |
| Ren Guiping | 10 km       | 38:23,45 | 38.      |